# Porntip Papanai
Porntip Papanai (taj. พรทิพย์ ปาปะนัย; ur. 1982 w Tajlandii) – tajska aktorka filmowa i modelka.

## Filmografia
- 2001: Monrak Transistor (มนต์รักทรานซิสเตอร์)
- 2005: Duch Mae Nak (นาค รักแท้ วิญญาณ ความตาย),  filmowa wersja tajskiej legendy o Mae Nak(inne języki)
- 2006: The Elephant King
- 2007: Ploy (พลอย)
- 2008: Soi Cowboy (ซอยคาวบอย)
- 2008: Queens of Langkasuka (ปืนใหญ่จอมสลัด)
- 2009: Nimfa (นางไม้)
- 2012: Khun Rong Plat Chu (ขุนรองปลัดชู)[1]
- 2010: Mindfulness and Murder (ศพไม่เงียบ)[2]